# Hamza El Din
Hamza El Din (10 juli 1929 - 22 mei 2006) was een Egyptische componist, zanger en muzikant. Hij was vaardig op instrumenten zoals de tär en de oed. Hamza El Din werd geboren in het zuiden van Egypte en studeerde er de muziek van zijn geboortestreek Nubië, vlak bij de Soedanese grens. Later woonde en studeerde hij in Italië, Japan en de Verenigde Staten. El Din werkte samen met verschillende artiesten, waaronder Sandy Bull, het Kronos Quartet en de Grateful Dead.

## Vorming
Hamza El Din werd geboren in het dorp Toshka in Zuid-Egypte, nabij Wadi Halfa (Noord-Soedan). Tijdens zijn opleiding als elektrotechnisch ingenieur aan de universiteit van Cairo leerde hij de Oed spelen. Hij werkte nadien een tijd als ingenieur voor de Egyptische nationale spoorwegen tot hij notie kreeg van de plannen om de Aswandam te bouwen. De komst zou de overstroming en dus het einde betekenen van zijn geboortedorp Toshka. Hij stapte op bij de spoorwegen en veranderde de koers van zijn levenswandel. 
Na muzikale studies aan de universiteit van Cairo en het Koning-Fouad-Instituut voor Midden-Oosterse muziek trok hij op een ezel rond in Nubië. Hij verzamelde er, met financiële steun van de overheid, de Nubische volksmuziek. Muziek die verloren dreigde te gaan door de verplichte verhuizing van duizenden mensen ten gevolge van de komst van de Aswandam. Het is in deze periode dat zijn traditioneel Arabische stijl verder evolueerde door ook uitgesproken Nubische elementen te verwerven. De combinatie met de Oed was ongewoon maar bleek in de smaak te vallen. Hij vervolledigde zijn vorming verder door ook Westerse muziek en klassieke gitaar te gaan studeren in de Accademia Nazionale di Santa Cecilia in Rome. Daarvoor kreeg hij een beurs van de Italiaanse overheid.
Zijn optredens trokken al snel de aandacht van de Grateful Dead, Joan Baez en Bob Dylan in de jaren zestig, wat leidde tot een platencontract en tot zijn uiteindelijke emigratie naar de Verenigde Staten. In 1963 deelde El Din een appartement in de San Francisco Bay Area met muzikant Sandy Bull. Hij gaf er later les aan verschillende universiteiten. 
El Din stierf op 22 mei 2006 na een operatie voor een galblaasinfectie in een ziekenhuis in Berkeley, Californië.

## Discografie
Albums
- 1964 - Music of Nubia (Vanguard)
- 1965 - Al Oud (Vanguard)
- 1971 - Escalay: The Water Wheel (Nonesuch)
- 1978 - Eclipse
- 1982 - A Song of the Nile
- 1990 - Journey
- 1990 - Nubiana Suite: Live in Tokyo
- 1995 - Lily of the Nile
- 1996 - Avaiable Sound: Darius
- 1996 - Muwashshah
- 1999 - A Wish